# U.S. National Championships 1943
Gli U.S. National Championships 1943 (conosciuti oggi come US Open) sono stati la 63ª edizione degli U.S. National Championships e quarta prova stagionale dello Slam per il 1943. Tutti i tornei si sono disputati al West Side Tennis Club nel quartiere di Forest Hills di New York negli Stati Uniti.
Il singolare maschile è stato vinto dallo statunitense Lt. Joseph R. Hunt, che si è imposto sul connazionale Jack Kramer in quattro set col punteggio di 6–3, 6–8, 10–8, 6–0. Il singolare femminile è stato vinto dalla statunitense Pauline Betz Addie, che ha battuto in finale in tre set la connazionale Louise Brough Clapp. Nel doppio maschile si sono imposti Jack Kramer e Frank Parker. Nel doppio femminile hanno trionfato Louise Brough e Margaret Osborne. Nel doppio misto la vittoria è andata a Margaret Osborne, in coppia con Bill Talbert.

## Seniors

### Singolare maschile
Lt. Joseph R. Hunt ha battuto in finale  Jack Kramer con il punteggio di 6–3, 6–8, 10–8, 6–0.

### Singolare femminile
Pauline Betz Addie ha battuto in finale  Louise Brough Clapp con il punteggio di 6–3, 5–7, 6–3.

### Doppio maschile
Jack Kramer /  Frank Parker hanno battuto in finale  Bill Talbert /  David Freeman con il punteggio di 6–2, 6–4, 6–4.

### Doppio femminile
Louise Brough /  Margaret Osborne hanno battuto in finale  Pauline Betz /  Doris Hart con il punteggio di 6–4, 6–3.

### Doppio misto
Margaret Osborne /  Bill Talbert hanno battuto in finale  Pauline Betz /  Pancho Segura con il punteggio di 10–6, 6–4.